# Filiera II
Filiera II (titlu original: French Connection II) este un film american polițist din 1975 regizat de John Frankenheimer. Este continuarea filmului din 1971, câștigător al Premiului Oscar pentru cel mai bun film, Filiera. Gene Hackman și Fernando Rey reinterpretează rolurile din primul film.

## Prezentare
Filmul extinde prezentarea personajului central, Detectivul Jimmy „Popeye” Doyle, care călătorește la Marsilia, Franța, unde încearcă să-l urmărească pe dealerul francez de droguri Alain Charnier, cel care a scăpat la sfârșitul primului film.

## Distribuție
- Gene Hackman – Det. Jimmy "Popeye" Doyle
- Fernando Rey – Alain Charnier
- Philippe Léotard – Jacques
- Bernard Fresson – Henri Barthélémy
- Jean-Pierre Castaldi – Raoul Diron
- Cathleen Nesbitt – Bătrâna Doamnă
- Samantha Llorens – Denise
- André Penvern – barmanul
- Reine Prat – fata de pe plajă
- Raoul Delfosse – căpitanul olandez
- Ham-Chau Luong – căpitanul japonez
- Jacques Dynam – inspectorul Genevoix
- Malek Kateb – șeful algerian
- Pierre Collet – Old Pro
- Alexandre Fabre – inspectorul tânăr
- Jean-Pierre Zola – un polițist

## Vezi și
- Listă de filme străine până în 1989